# Ard Schenk Award
De AEGON Ard Schenk Award is een schaatsprijs, ingesteld in 1990, die vernoemd is naar oud-langebaanschaatser Ard Schenk. Aanvankelijk was de prijs voor de beste (marathon)schaatser van het jaar. Sinds 2002 is het uitsluitend een prijs voor langebaanschaatsers en van 2003 tot en met 2009 ook voor de schaatsploegen. In 2010 werd een bijzondere Ard Schenk Award uitgereikt aan AEGON. Het bedrijf was 25 jaar lang hoofdsponsor geweest van de KNSB.
Als uitgangspunt voor de prijs, een bronzen beeld van 7,5 kilogram, werd een oude actiefoto van Schenk gebruikt. De Haarlemse kunstenaar Wim Jonker heeft het beeld op verzoek van Huub Snoep gemaakt.

## Winnaars
| jaar | Schaatser v/h jaar                        | Schaatsster v/h jaar                      | Schaatsploeg v/h jaar                     |
| ---- | ----------------------------------------- | ----------------------------------------- | ----------------------------------------- |
| 1990 | Bart Veldkamp                             |                                           |                                           |
| 1991 | Dries van Wijhe                           |                                           |                                           |
| 1992 | Falko Zandstra                            |                                           |                                           |
| 1993 | Falko Zandstra                            |                                           |                                           |
| 1994 | Rintje Ritsma                             |                                           |                                           |
| 1995 |                                           | Annamarie Thomas                          |                                           |
| 1996 | Rintje Ritsma                             |                                           |                                           |
| 1997 | Ids Postma                                |                                           |                                           |
| 1998 |                                           | Marianne Timmer                           |                                           |
| 1999 | Rintje Ritsma                             |                                           |                                           |
| 2000 | Gianni Romme                              |                                           |                                           |
| 2001 | Gerard van Velde                          |                                           |                                           |
| 2002 | Jochem Uytdehaage                         | Andrea Nuyt                               |                                           |
| 2003 | Erben Wennemars                           | Gretha Smit                               | Sponsor Bingo Loterij                     |
| 2004 | Erben Wennemars                           | Marianne Timmer                           | Sponsor Loterij                           |
| 2005 | Erben Wennemars                           | Renate Groenewold                         | Jong Oranje                               |
| 2006 | Bob de Jong                               | Marianne Timmer                           | TVM                                       |
| 2007 | Sven Kramer                               | Ireen Wüst                                | TVM                                       |
| 2008 | Sven Kramer                               | Paulien van Deutekom                      | TVM                                       |
| 2009 | Sven Kramer                               | Margot Boer                               | Jong Oranje                               |
| 2010 | Sven Kramer                               | Ireen Wüst                                |                                           |
| 2011 | Bob de Jong                               | Ireen Wüst                                |                                           |
| 2012 | Stefan Groothuis                          | Ireen Wüst                                |                                           |
| 2013 | Sven Kramer                               | Ireen Wüst                                |                                           |
| 2014 | Michel Mulder                             | Ireen Wüst                                |                                           |
| 2015 | Sven Kramer                               | Ireen Wüst                                |                                           |
| 2016 | Sven Kramer                               | Jorien ter Mors                           |                                           |
| 2017 | Sven Kramer                               | Ireen Wüst                                |                                           |
| 2018 | Kjeld Nuis                                | Jorien ter Mors                           |                                           |
| 2019 | Kai Verbij                                | Ireen Wüst                                |                                           |
| 2020 | Patrick Roest                             | Ireen Wüst                                |                                           |
| 2021 | Niet uitgereikt vanwege de coronapandemie | Niet uitgereikt vanwege de coronapandemie | Niet uitgereikt vanwege de coronapandemie |
| 2022 | Thomas Krol                               | Irene Schouten                            |                                           |

## Winnaarsoverzicht

### Mannen
Sven Kramer is de eerste schaatser die de titel voor de vierde keer op rij wint.
| rang | naam            | aantal keren winnaar |
| ---- | --------------- | -------------------- |
| 1    | Sven Kramer     | 8                    |
| 2    | Rintje Ritsma   | 3                    |
| 2    | Erben Wennemars | 3                    |
| 4    | Bob de Jong     | 2                    |
| 4    | Falko Zandstra  | 2                    |

### Vrouwen
De enige drie schaatssters die de titel Schaatsster van het Jaar meer dan eenmaal ontvangst namen zijn Timmer, Wüst en Ter Mors. Timmer was dat in 1998, 2004 en in 2006. Na Timmer won Wüst de titel in 2007, 2010, 2011, 2012, 2013, 2014, 2015, 2017 en 2019. Ter Mors kreeg die titel in 2016 en 2018. Wüst is tevens de schaatser met de meeste titels bij zowel de mannen als de vrouwen. 
| rang | naam            | aantal keren winnares |
| ---- | --------------- | --------------------- |
| 1    | Ireen Wüst      | 10                    |
| 2    | Marianne Timmer | 3                     |
| 3    | Jorien ter Mors | 2                     |